# Vrouwekerk

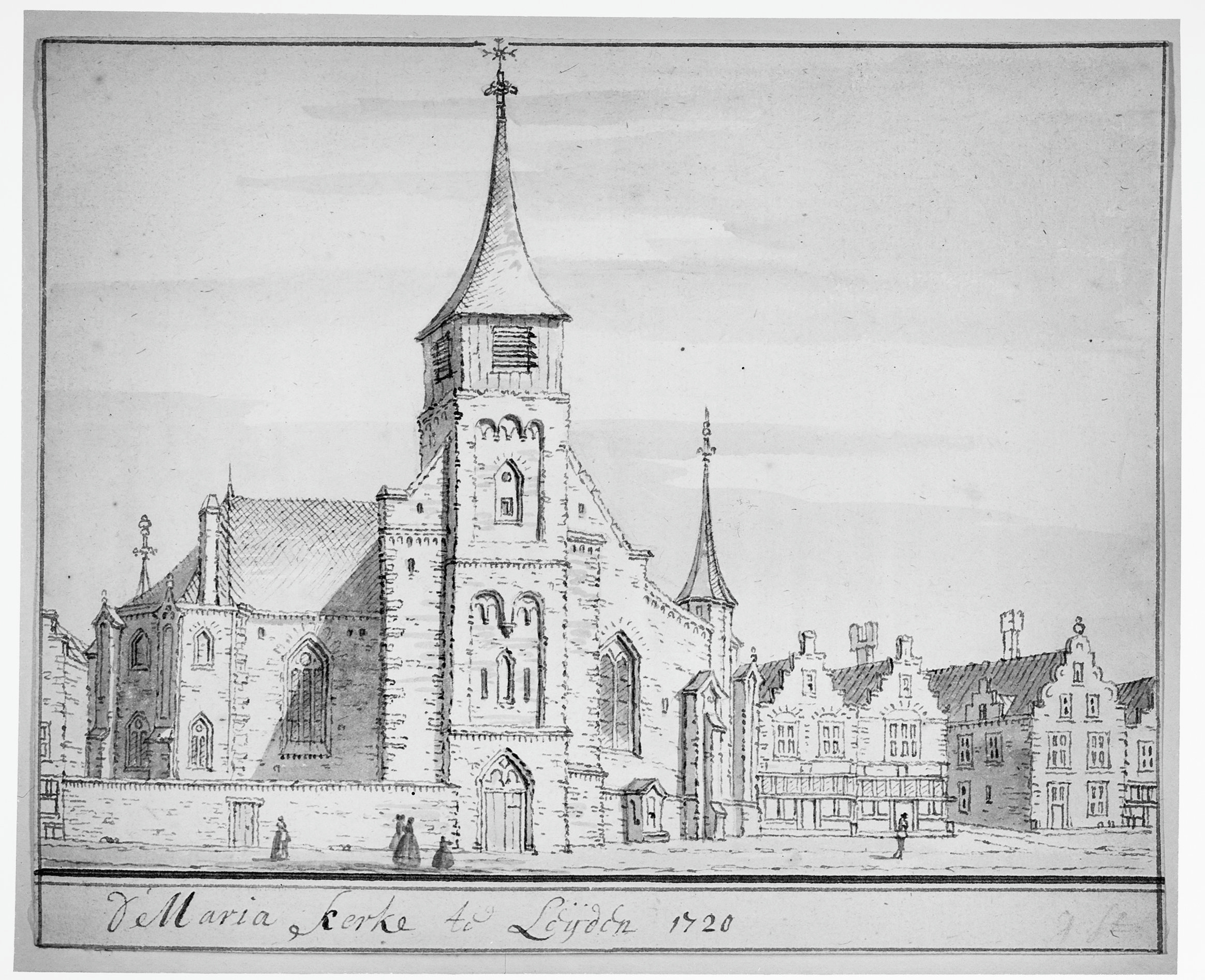
De Vrouwekerk in 1720

De Vrouwekerk was een gotische kerk in de Nederlandse stad Leiden. De kerk is in de 14e eeuw gebouwd en heette voor de Reformatie Onze-Lieve-Vrouwekerk. In de 17e eeuw werd de kerk ter beschikking gesteld aan de Hugenoten als Waalse kerk en gingen de Pilgrim Fathers en de eerste kolonisten van Manhattan er ter kerke. Onder meer de uit Frankrijk uitgeweken Carolus Clusius en Josephus Justus Scaliger zijn in de kerk begraven.
De kerk werd in de 19e eeuw gesloopt. De ruïne staat aan het Vrouwenkerkhof, het plein tegenover het huidige Rijksmuseum Boerhaave, net ten noorden van de drukke winkelstraat Haarlemmerstraat. Naast het Vrouwenkerkhof herinneren ook de Vrouwenkerksteeg, die van de Haarlemmerstraat naar het Vrouwenkerkhof loopt, en de Vrouwensteeg, tussen Haarlemmerstraat en Breestraat, nog aan de vroegere kerk.

## Geschiedenis

### Middeleeuwen
Op de plek van de kerk bestond al in de 10e eeuw een gehucht met de naam Maredorp, dat in die tijd ten noordwesten van Leiden lag. Hier werd rond 1300 een kapel gebouwd, die was gewijd aan de heilige Maria. In 1325 werd er een brug over de Oude Rijn aangelegd, waardoor Maredorp bij Leiden werd gevoegd. De kapel, die oorspronkelijk onder de parochie van Oegstgeest viel, werd in het midden van de 14e eeuw vergroot tot een eenbeukige kerk. In 1365 kreeg de kerk de status van parochiekerk, en in 1406 werd hij verder uitgebreid tot een driebeukige kruiskerk. Hiermee was het de op twee na grootste parochiekerk van Leiden geworden. Ook werd er een ommuurd kerkhof aangelegd.
In de kerk bevonden zich een aantal kapellen voor verschillende gilden, zoals de kapel van het chirurgijnengilde die was gewijd aan de heilige tweelingbroers Cosmas en Damianus. Een door Cornelis Engebrechtsz. geschilderd drieluik, dat zich nu in het Kunsthistorisches Museum in Wenen bevindt, diende waarschijnlijk als altaarstuk van deze kapel.
De rijke Leidse brouwer Willem Aerntszoon van Tetrode stichtte omwille van het zielenheil van zijn naasten een vicarie op het altaar van de heilige Steven in de Onze-Lieve-Vrouwekerk. Hij was ook de stichter van het Stevenshofje en een van de oprichters van het Leidse brouwersgilde, dat ook een eigen kapel met altaar in de kerk had laten bouwen. Van Tetrode werd in 1487 op zijn eigen verzoek in de Vrouwekerk begraven.. Zijn neef Arent Willemszoon van Tetrode was priester in de kerk en de eerste patroon van de door zijn oom gestichte vicarie.
Het rijk versierde Mariabeeld van de Vrouwekerk, dat tijdens elke processie op de zondag voor Pinksteren werd rondgedragen, ging tijdens de Beeldenstorm verloren.

### Hugenoten en Pilgrims
Na de Reformatie werd de kerk kortweg Vrouwekerk genoemd, omdat de oorspronkelijke naam Onze-Lieve-Vrouwekerk nu te katholiek geacht werd. De eerste dienst na de reformatie werd gehouden op 20 juli 1572.
In de twee daaropvolgende jaren vond het Beleg van Leiden plaats, waarbij de Vrouwekerk zwaar beschadigd raakte als gevolg van Spaanse kanonskogels. Het godshuis werd vervolgens van de ondergang gered door een rijke dame, die het gebouw opkocht en weer doorverkocht aan het Leidse bestuur, op voorwaarde dat die het gebouw geschikt zou maken voor toewijzing aan de hugenoten (de protestantse vluchtelingen uit de Zuidelijke Nederlanden en Frankrijk). Deze namen het gebouw in 1584 opnieuw in gebruik als Waalse kerk. De eredienst werd vanaf toen in het Frans gehouden. Met de komst van steeds meer vluchtelingen uit het zuiden groeide de "Waalse gemeente" in de 17e eeuw uit tot wel 6.000 leden.. Een groot aantal van deze hugenoten emigreerde later, net als de Pilgrim Fathers, vanuit Leiden naar de Nieuwe Wereld. Een groep emigranten onder leiding van Jessé de Forest vestigde zich als eerste op Manhattan en stichtte hiermee Nieuw-Amsterdam, dat later herdoopt is tot New York.
De Pilgrim Fathers hadden geen eigen kerkgebouw, en gebruikten daarom naast de Pieterskerk de Vrouwekerk en andere Leidse kerken voor hun doopsels, huwelijken en begrafenissen. Philippe de la Noye, een in 1602 in Leiden geboren hugenoot, werd in 1603 in de Vrouwekerk gedoopt. In datzelfde jaar trouwde De la Noye's tante, Hester le Mahieu, in de Vrouwekerk met een leider van de Pilgrims, Francis Cooke. In 1621 vertrok De la Noye aan boord van het tweede schip van de Pilgrims, de Fortune, naar Plymouth. Cooke vertrok in 1621 aan boord van de Mayflower naar de Plymouth-kolonie, zijn vrouw volgde later. Deze gebeurtenissen zijn van groot belang gebleken voor de geschiedenis van de Verenigde Staten, want van Philippe de la Noye (later verengelst tot Delano) en van Hester le Mahieu en Francis Cooke stammen veel bekende Amerikanen af, waaronder de presidenten Franklin Delano Roosevelt, Ulysses S. Grant, George H.W. Bush en George W. Bush, regisseur Orson Welles en acteur Richard Gere.

### Verval en sloop

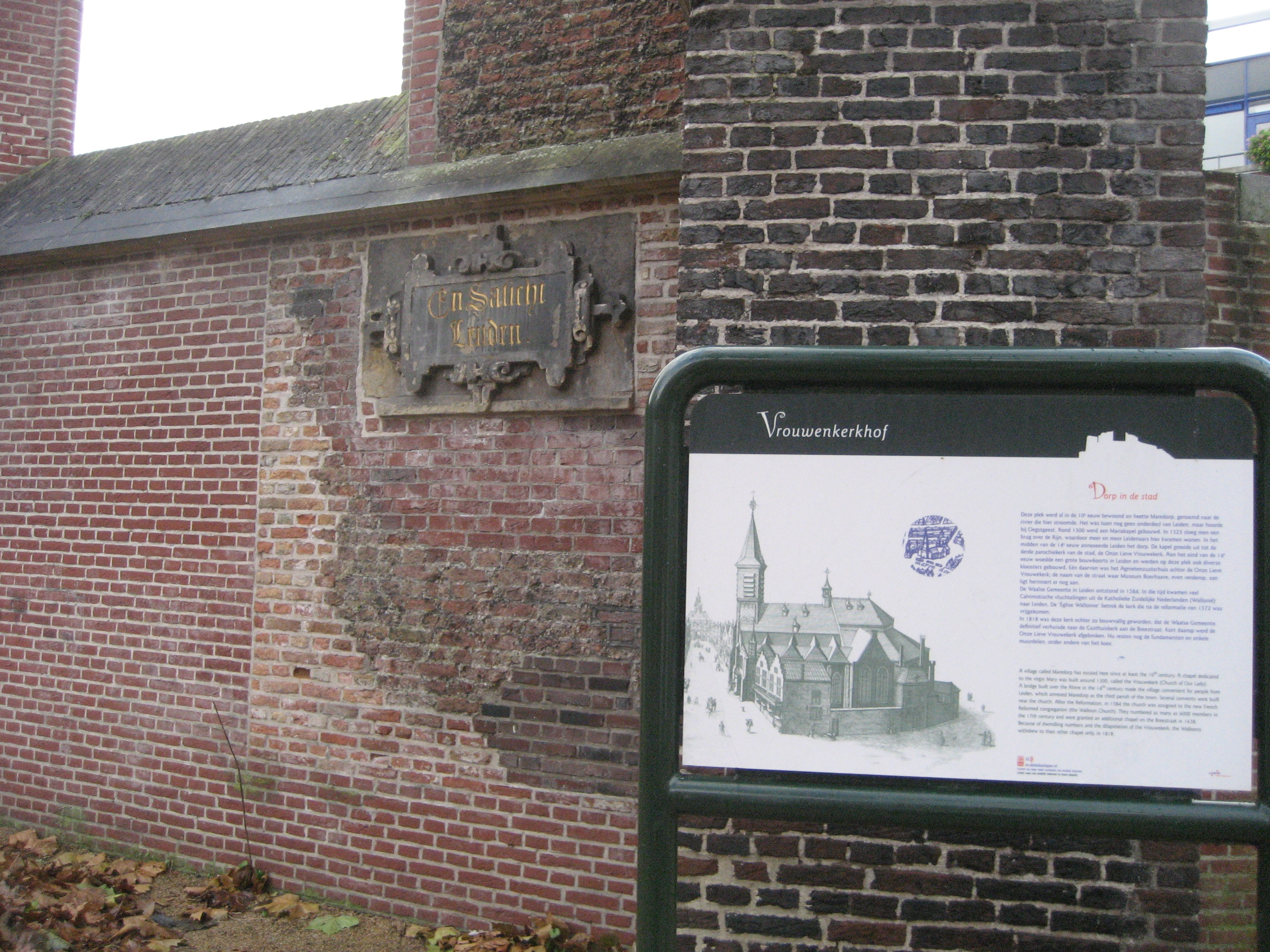
Uitlegbord met beeld van de kerk

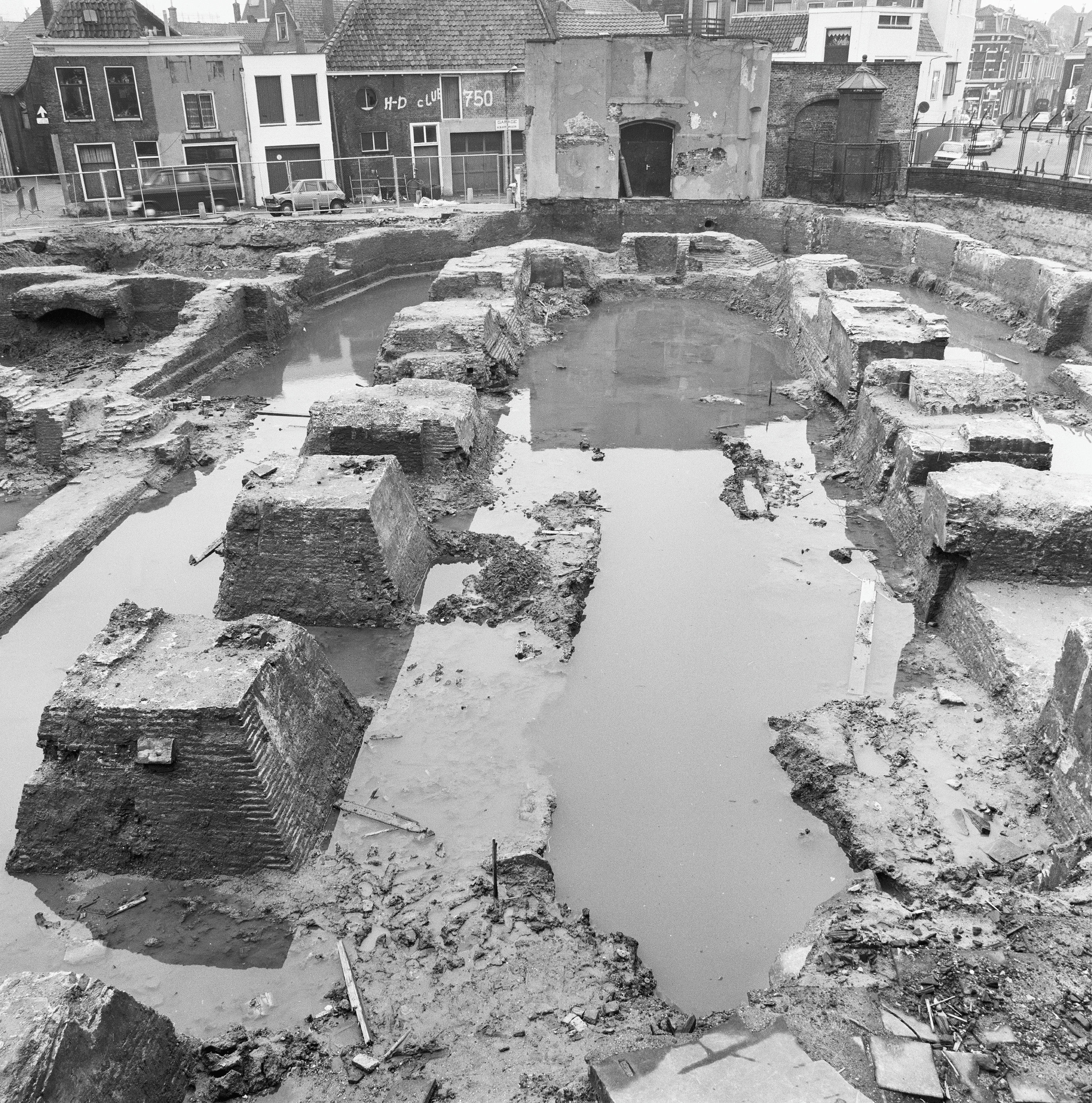
Fundering

Nadat veel van de hugenoten naar de Nieuwe Wereld waren vertrokken, raakte de Vrouwekerk geleidelijk aan in verval. Het gebouw was in 1808 zo bouwvallig geworden dat er geen diensten meer in gehouden konden worden. De kerk werd verkocht en grotendeels gesloopt; in 1837 stonden alleen nog de kerktoren en wat resten van de muren overeind. In 1840 werd ook de toren gesloopt. Alleen de dakspanen werden hergebruikt voor de rooms-katholieke Sint-Petruskerk aan de Langebrug.
Voor de sloop werd het orgel verplaatst naar de voormalige kapel van het St. Catharina Gasthuis, dat ook in gebruik was genomen als tweede Waalse kerk. Een aantal grafstenen en memorietafels werd naar de Pieterskerk overgebracht, zoals die van Carolus Clusius, Josephus Justus Scaliger en Johan Luzac. Enkele van deze grafzerken werden in 1989 weer op de oorspronkelijke plek teruggeplaatst. Het schoolgebouw dat in de 19e eeuw op het kerkterrein was neergezet (de Titus Brandsma-ULO) werd in 1979 gesloopt.
Van de kerk zelf zijn alleen nog muurresten blijven staan. De overblijfselen van de kerk hebben de status van rijksmonument.
Bij archeologisch onderzoek in 1979-1980 bleek dat de kerkfundamenten op houten palen nog intact waren. Er werden zelfs resten van de oorspronkelijke 14e-eeuwse kapel en de fundering van een altaar ontdekt.

## Restauratie

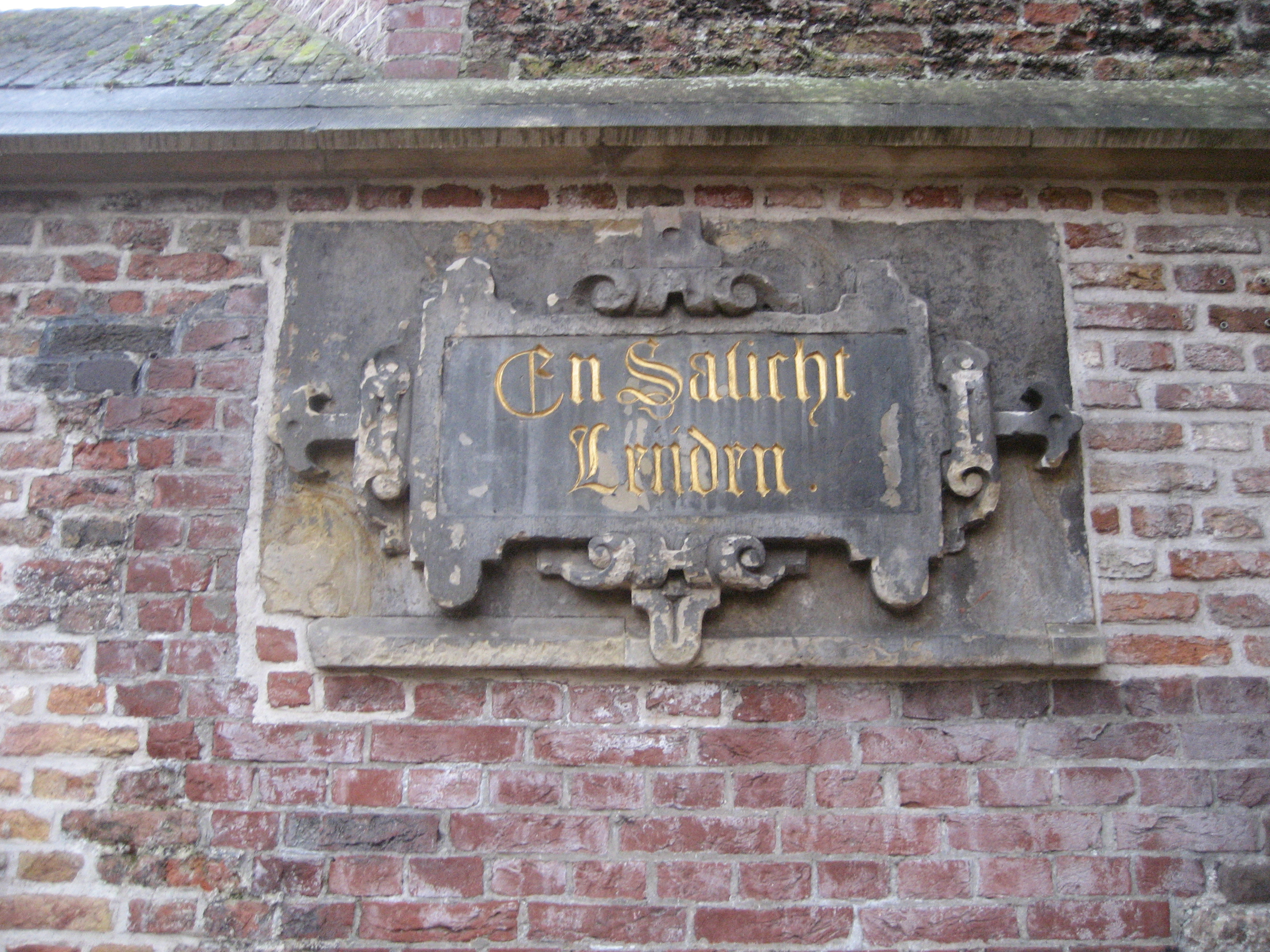
En Salicht Leiden

In 1982-1983 werd een begin gemaakt met het restaureren van de overgebleven delen van de kerk. Hierbij werd een poortje uit de sacristie aan de binnenzijde van het koor van de kerk geplaatst. Ook werd een cartouche met de tekst En Salicht Leiden ("en zegen Leiden"), afkomstig uit het in 1929 afgebrande stadhuis van Leiden, ingemetseld in de oostgevel.
Ondanks de restauratie werden de kerkresten een hangplek voor de Leidse jeugd, met veel graffiti en wildplassen. In de jaren 1990 adviseerde de Leidse monumentencommissie daarom ook de laatste muurresten van de kerk af te breken. Het college van B&W diende in 1995 een vergunningaanvraag in voor de herinrichting van het plein, waarbij de laatste resten boven het maaiveld verwijderd zouden worden. Hiertegen kwam echter veel protest uit de Verenigde Staten. Hier wordt de kerk namelijk vanwege het historische belang voor de hugenoten en de hier gedoopte Pilgrim Fathers als een zeer belangrijk onderdeel van het Amerikaanse cultureel-historische erfgoed beschouwd. Ook ziet men het als een symbool voor de migratie vanuit Europa naar de Nieuwe Wereld.
Onder meer het Roosevelt Institute, de Mayflower Society en het historisch genootschap van New York betreurden de voorgenomen sloop. Het Leiden American Pilgrim Museum daagde het gemeentebestuur voor de rechter om de sloopplannen ongedaan te maken.
In 2001 besloot de Leidse gemeenteraad om het Leiden American Pilgrim Museum op te zetten. Hierbij probeerden de VVD en CDA ook een beslissing over het behoud van de Vrouwekerk doorgevoerd te krijgen. Dit werd echter geschrapt na tegenstand van Alexander Pechtold, destijds wethouder van Leiden.
In 2008-2009 vond een nieuwe restauratie plaats, waarbij de afgebrokkelde muur weer met anderhalve meter werd opgehoogd en bedekt met natuursteen. Bij de restauratie zijn ook de contouren van de kerk aangegeven in de bestrating. Tevens zijn, aan de hand van een grafboek uit 1676, de graven in de kerk aangeduid met stroken natuursteen. Op 5 maart 2009 werd het Vrouwenkerkhof feestelijk heropend in het auditorium van Rijksmuseum Boerhaave, in aanwezigheid van onder meer wethouder Pieter van Woensel.